# 凱爾特音樂
凯尔特音乐是一个被艺术家、唱片公司、音像店和音乐杂志用来描述一种宽泛的音乐类型的名词，这些音乐类型均自西欧凯尔特人的民间音乐传统发展而成。就概念本身而言，没有任何真正的音乐主体可以被精确地描述为凯尔特音乐，但这个名称依然被确定下来，既指口头传播的民俗音乐，也包含被录制下来的流行音乐。而后者有时与相关于某种凯尔特文化的民间音乐勉强仅有一些表面的相似之处；但另一方面，它有时也代表那些为使凯尔特传统更适合于现代世界文化所做的真诚付出。 
凯尔特音乐主要意味两方面的内容：首先，它是那些自称凯尔特人的音乐（一个无关音乐的，最初的国家定义），以此相对于“法国音乐”或“英国音乐”；其次，它包含每一种能使音乐作品具有独特性的凯尔特民族的元素。一些人坚持认为外表不同的凯尔特音乐作品实际上也无任何共同之处，例如Geoff Wallis和Sue Wilson在他们共同著有的《爱尔兰音乐简要指南》（The Rough Guide to Irish Music）中的观点，而有些人（如Alan stivell）则说有。 
通常，凯尔特音乐这个名称用来指爱尔兰和苏格兰音乐，因为这两个地方都产生了闻名于世的与众不同的音乐风格，而这兩种风格实际上有着名副其实的共同特征和明显的相互影响。但值得注意的是，爱尔兰和苏格兰的传统音乐人自己却回避使用“凯尔特音乐”这个名称，除非迫于市场的需要。他们的音乐形式被世人所知是因为爱尔兰人和苏格兰人在英语世界的重要作用，尤其在美国，这种作用给美国音乐带来了意义深远的冲击，特别是蓝草和乡村音乐。威尔士、康沃尔、马恩岛、布列塔尼、加利西亚、坎塔布里亚和阿斯图里亚斯及葡萄牙北部的音乐也被认为是凯尔特音乐。布列塔尼的传统格外强烈，在那里，大小凯尔特节会贯穿全年。在威尔士，古老的诗歌音乐比赛年会仍然存在。另外，海外的凯尔特人文化群体的音乐作品也充满生气，特别是在加拿大和美国。

## 划分
《凯尔特音乐完全指南》的作者朱恩·史金納（June Skinner）将6个凯尔特民族依语言传统分为两大群体，即「Q」凯尔特群，包括爱尔兰人，苏格兰人和马恩岛人；「P」凯尔特群包括康沃尔人，布列塔尼人和威尔士人。音乐家艾倫·史提維爾（Alan Stivell）使用了类似的二分法，盖尔支（爱尔兰人、苏格兰人、马恩岛人）与布利吞支（布列塔尼人、威尔士人、康沃尔人），他们的主要区别在于爱尔兰和苏格兰旋律的音域可扩展（有时会超过两个八度），而布列塔尼和威尔士旋律的音域是封闭的（常常降到半个八度），盖尔音乐还频繁地使用纯五声音阶。

## 定义的争论
一直的争论是因为缺少很多共同点来将上述“凯尔特”人们团结在一起。毫无疑问古凯尔特一定有他们自己的音乐风格，但他们的音乐的真正声音是什么成了一个彻底的迷。 
两大凯尔特地区也存在着极大的差异。爱尔兰，苏格兰和布列塔尼仍然保留着鲜活的语言和音乐传统，在威尔士不久前也有一个重要的复兴活动。而在康沃尔和马恩岛只有一些小规模的复兴者运动，且尚未被固定下来。加利西亚如今无凯尔特语言（加利西亚语属罗曼语，由加利西亚-葡萄牙语演变而来，尽管罗马之前的时代所有伊比利亚半岛西部都在说凯尔特语，还有英格兰，法国，意大利部分地区和土耳其），但加利西亚音乐还是常常被称为凯尔特。同种情况的还有阿斯图里亚音乐，坎塔布里亚音乐，以及葡萄牙北部音乐（有些人甚至说葡萄牙中部地区的传统音乐也可以打上凯尔特的标签）。于是传统主义者们和音乐学的学者们在争论这些凯尔特地区彼此间是否有何民间联系。 
有一种强烈的观点认为各种称作“凯尔特”的音乐作品的相似之处均更多地来自一个共同的源头，那就是中世纪末和现代欧洲早期的方言土语歌曲，而不是来自原凯尔特文化。但也有些人认为基本素材的作用被夸大了，说素材在被大量共享时总会有不知不觉的变化，从而使新的作品具有创造性。 
主张现代凯尔特音乐的评论家们声称他们的主张就是对现代市场营销进行规划以促使凯尔特音乐的地域特性适应创造出来的消费需要。例如，June Skinner Sawyers便说“凯尔特音乐是个我正在使用的市场营销概念，是为了这本书方面起见，可以全面地了解随之而形成的文化的方方面面。所谓的“市场营销”或“娱乐业”作品被一个理想主义的人普及，他第一个（60年代末）在他的录音制品和音乐会中将所有凯尔特国家的音乐用现代手法进行混合，他就是布列塔尼的Alan Stivell。虽然这位作曲家是此种音乐主要的现代推动者之一，但他却没有创造出这样的词汇。

## 形式
辨别凯尔特音乐的“共同特点”是件成问题的事。大部分被认为有凯尔特特色的流行音乐形式在西欧很多地方都曾比较常见。比如有种讨论是关于凯尔特jig舞曲是否改编自巴洛克时代流行的意大利gigue舞曲，虽然波尔卡有捷克和波兰血统。 
从另一方面讲，每个凯尔特国家又拥有各自特定的类型和风格，部分原因是他们独特的歌唱传统和特定的语言特点。比如苏格兰高地特有的斯特拉斯贝舞（Strathspeys），便被假设为在模仿苏格兰盖尔语的节奏。

## 现代改编形式

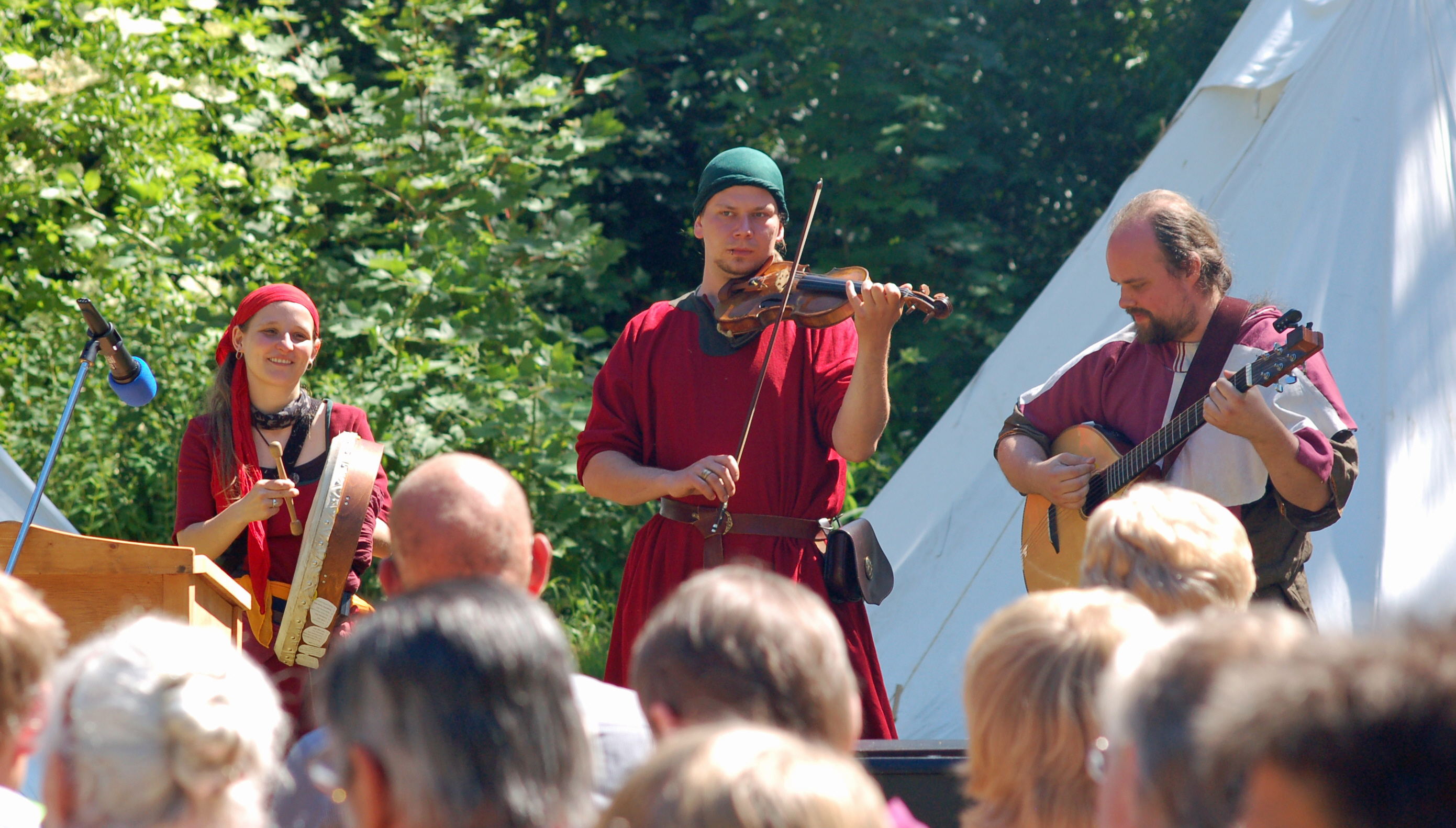
凯尔特乐队

第一个对"泛凯尔特音乐"（Pan-Celtic music）进行尝试的是布列塔尼的Taldir Jaffrennou不知因何故而实现，他将爱尔兰，苏格兰，威尔士的歌谣翻译成布列塔尼语，这些歌曲在两次世界大战间在布列塔尼流行起来。 
50年代的Alan Cochevelou（即后来的Alan Stivell）用竖琴来演奏（来自主要凯尔特国家）各式各样的曲目。60年代布列塔尼的风笛乐队更多地将苏格兰音乐融进布列塔尼音乐。 
直到60年代中期，随着Alan Stivell将凯尔特民族音乐作品以不同的形式（摇滚，交响乐，电子乐等）加以融合才出现了真正的泛凯尔特音乐概念。 
60年代其他从事凯尔特音乐现代改编形式的艺术家们有英国的Fairport Convention，Pentangle和Steeleye Span，爱尔兰的Horslips，之后有Planxty和Clannad，他们中有些至今仍在探索新的凯尔特融合方式，将传统的非电传乐器与扩音乐器结合，加上现代的节拍方式，为传统的曲调创作出现代的美妙动听的声音。 
之后，自1982年开始，随着The Pogues创造出凯尔特民谣朋克，开启了将凯尔特元素并入其他音乐类型的运动。象Seven Nations和Needfire乐队以凯尔特摇滚的形式对美国音乐进行了改造。作曲家Ciarán Farrell将古典音乐与摇滚，爵士乐，民谣音乐和传统爱尔兰风格进行混合，并用不同的乐器和交响乐组合方式来演绎他的作品。Marxman，一支80年代后期在英国声名狼藉的爱尔兰牙买加嘻哈团体，因作品中出现北爱共和军标语被英国BBC禁播，在他们的部分歌曲中也尝试使用过传统的凯尔特乐器。奥康纳（Sinéad O'Connor）在这场运动中也表现得很积极，她的音乐中吸收了大量的现代与传统元素。恩雅（Enya）在为记录片“凯尔特”制作的音乐精选集中配上了人声歌唱。莫雅（Moya Brennan），前克兰纳德乐队（Clannad）主唱，演唱了电影《亚瑟王》的主题曲。罗琳娜·迈肯妮特（Loreena Mckennitt）制作的《秘密之书》（Books of Secret）专辑中凯尔特风格的音乐灵感来自她第一次游览和考察过的地方。前不久，爱尔兰Anúna合唱团非常成功的将古典音乐和凯尔特音乐进行了与众不同的融合。  
1978年Runrig乐队用苏格兰盖尔语录制了专辑。1992年，苏格兰的雷鸟乐队（Capercaillie）录制的《群岛中的王子》（A Prince Among Islands）是第一张苏格兰盖尔语打入英国前40名的专辑。苏格兰的Oi Polloi乐队从2005年开始便用苏格兰盖尔语录制专辑。Mill a h-Uile Rud（一支来自西雅图的苏格兰盖尔语朋克乐队）也在2004年录制了一张同语言专辑。 
一些当代乐团也唱威尔士语歌曲，例如Ceredwen将传统乐器与现代Trip-hop节奏融合，以及Super Furry Animals、Fernhill等。
如今，事实上每种音乐形式都有受到凯尔特影响的分支和流派，从电子乐到摇滚和金属，从嘻哈到朋克摇滚，新世纪音乐，通俗音乐，甚至雷鬼音乐。所有这些凯尔特音乐的现代诠释方式有时即被视为凯尔特融合（Celtic fusion）